# Grennelbach
Der Grennelbach ist ein gut 5⅔ Kilometer langer rechter und nordöstlicher Zufluss der Kinzig im hessischen Main-Kinzig-Kreis

## Geographie

### Verlauf

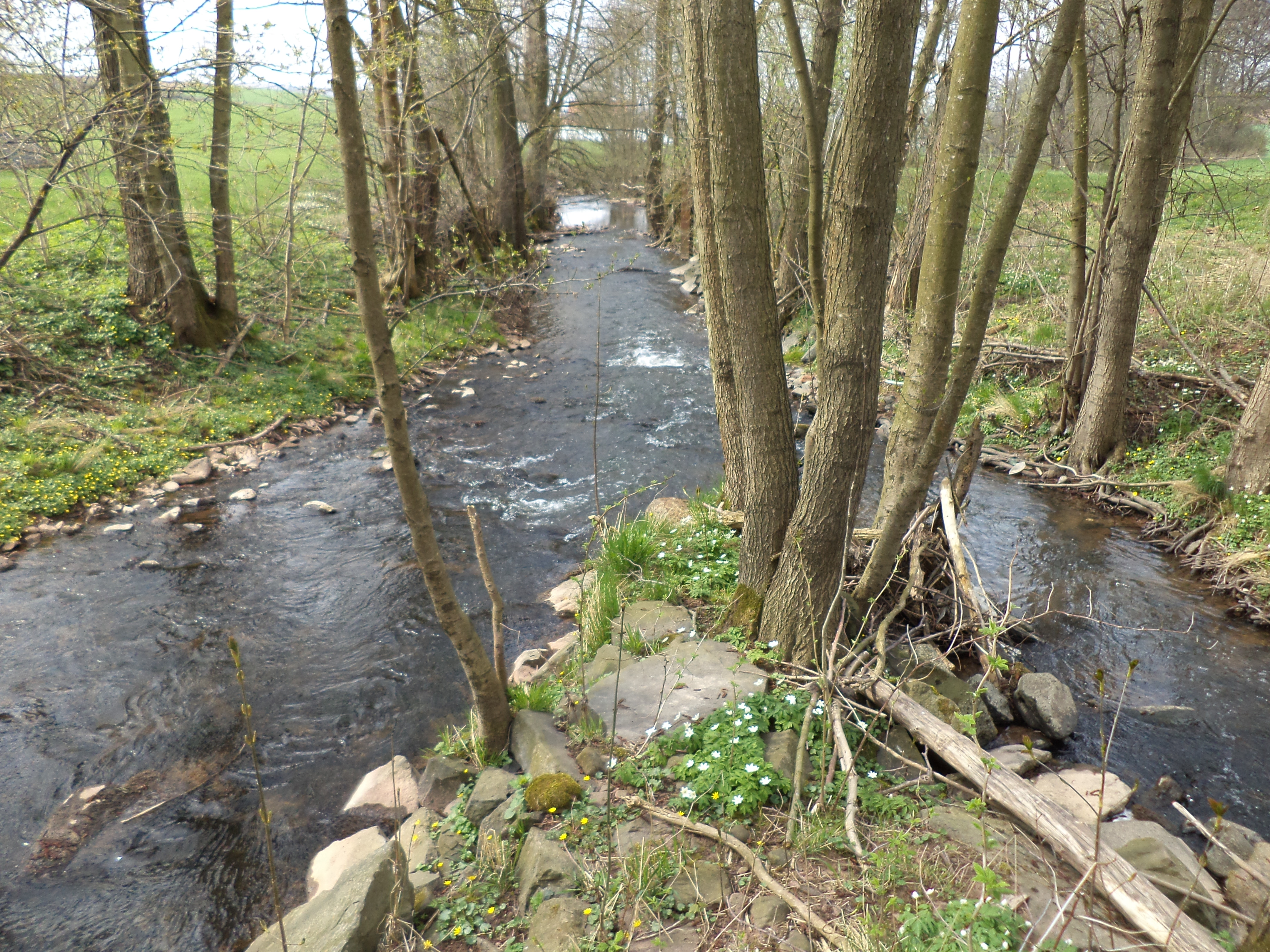
Der Grennelbach (rechts) mündet in die Kinzig

Der Grennelbach entspringt auf einer Höhe von etwa 713 m ü. NHN südöstlich des Schlüchterner Stadtteils Gundhelm.
Er mündet schließlich westlich von Schlüchterner Stadtteils Vollmerz auf einer Höhe von ungefähr 250 m ü. NHN von rechts und Nordosten in die Kinzig.
Sein  circa 5,7 km langer Lauf endet etwa 296 Höhenmeter unterhalb seiner Quelle, er hat somit ein mittleres Sohlgefälle von ungefähr 52 ‰.

### Einzugsgebiet
Das 8,16 km² große Einzugsgebiet des Grennelbachs liegt in der Kuppenrhön und wird über die Kinzig, den Main und den Rhein zur Nordsee entwässert.
Es grenzt
- im Osten an das des Hammersbach, einem Zufluss der Schmalen Sinn
- im Südosten an das der Schmalen Sinn selbst, die über die Sinn und die Fränkische Saale in den Main entwässert
- im Süden an das des Ramholzer Wassers, einem Zufluss der Kinzig
- und im Norden an das des Schwarzbach, einem Zufluss des Elmbachs, der ebenfalls in die Kinzug mündet.

Die höchste Erhebung ist der 550 m ü. NHN hohe Breite First im Südosten.
Das Einzugsgebiet ist am Oberlauf im Osten und am nördlichen Rand überwiegend bewaldet, ansonsten wechseln Grün- und Ackerland.

### Flusssystem Kinzig
- Fließgewässer im Flusssystem Kinzig

### Orte
Der Grennelbach fließt durch folgende Ortschaften:
- Schlüchtern-Hinkelhof
- Schlüchtern-Vollmerz

## Fauna
Im Uferbereich des Grennelbaches wurden Bestände der Wasseramsel beobachtet.